# Charnier soviétique de Mednoïe

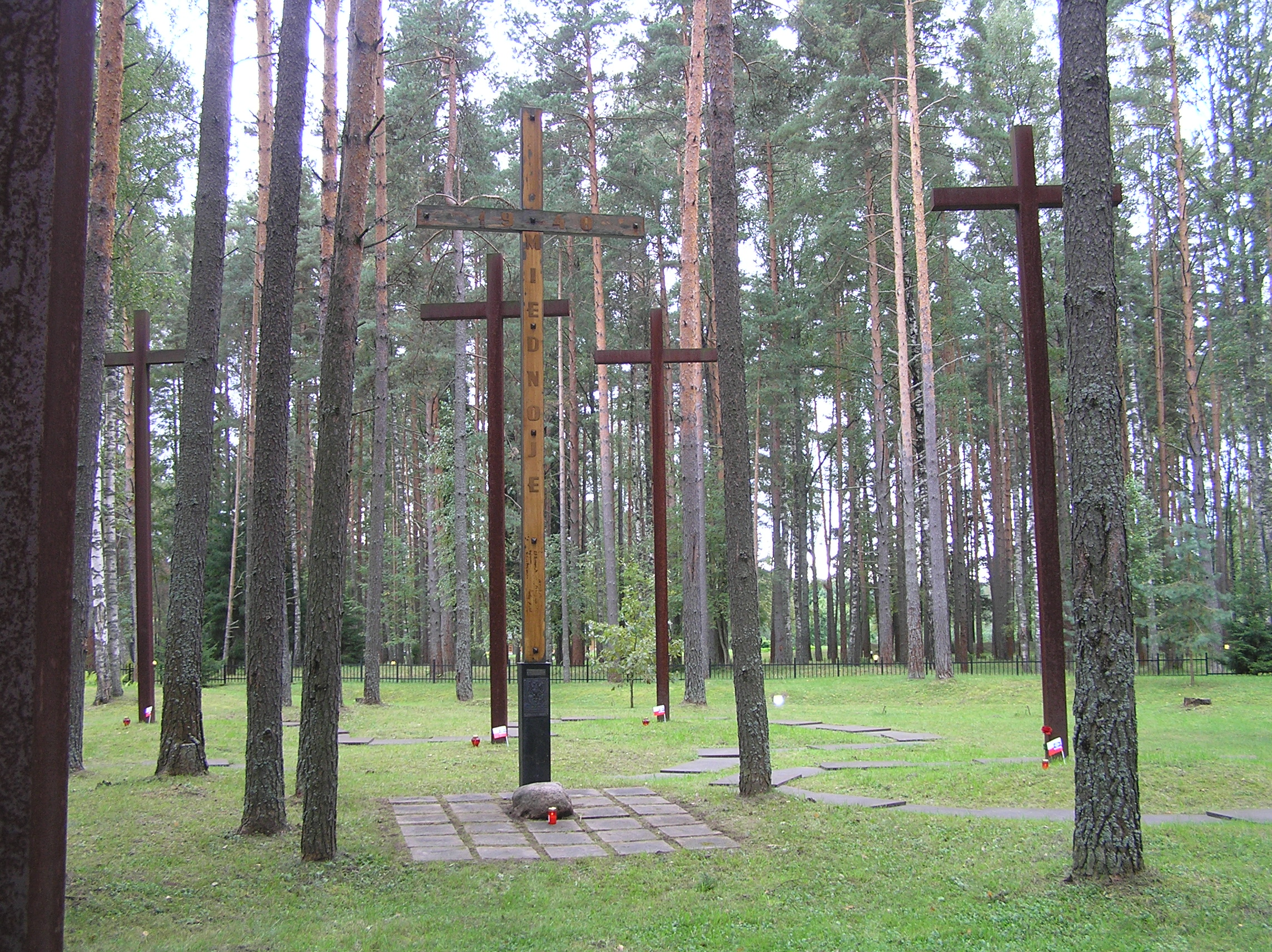
Le mémorial de Mednoïe.

Le charnier soviétique de Mednoïe, près de Tver en Russie (Kalinine à l'époque soviétique) reçut les corps de 6 314 policiers et gardes frontières polonais capturés en 1939 et assassinés au printemps 1940 par le NKVD sur l'ordre du Comité central du Parti communiste de l'Union soviétique à la prison d'Ostachkov, sur la route de Tver à Leningrad .

## Histoire
Kozelsk, Starobelsk et le monastère Nilov d'Ostachkov furent les trois camps de concentration soviétiques où furent regroupés les prisonniers polonais capturés par l'Armée rouge, après le partage de la Pologne entre Staline et Hitler. Staline se réserva les gradés, une fois l'invasion conjointe de la Pologne réalisée dans le cadre du pacte germano-soviétique. 
Sur la suggestion de Beria, Staline et le comité central du PCUS décidèrent l'élimination de 25 700 prisonniers de guerre. 
Ceux d'entre eux envoyés à Kalinine, actuellement Tver, et qui venaient généralement d'Ostachkov, furent exécutés dans les locaux du NKVD par Vassili Mikhaïlovitch Blokhine, un des principaux tueurs de la Grande Terreur. « Il avait aussi exécuté des milliers d'ouvriers et de paysans, éliminés dans le plus grand secret. Il portait une casquette de cuir, un tablier et des gants longs pour se protéger du sang »,. 
Les assassinats furent conduits dans un local insonorisé de la prison, au rythme de 250 par nuit pendant près d'un mois, sauf pour les fêtes du premier mai. 
Les fosses furent partiellement fouillées en 1991, à l'époque de la dislocation de l'Union soviétique et de la reconnaissance par les nouvelles autorités russes de la responsabilité de Staline dans le massacre de Katyn. 
Un mémorial a été construit par les Polonais, qui en ont seuls la gestion et l'entretien, selon un accord bilatéral entre la Pologne et la Russie. Des services religieux y sont organisés par les associations mémorielles polonaises.  
Un musée historique a été ouvert en ville en 2005. 
En dehors du site de Mednoïe et de celui  de Katyń, près de Smolensk, en Russie près de la frontière avec la  Biélorussie, on trouve les corps de militaires et de fonctionnaires polonais notamment en Ukraine au charnier soviétique de Piatykhatky, à côté de Kharkiv et à celui de Bykivnia près de Kiev.